# Антверпен (провінція)
Антверпен (нід. Antwerpen, МФА: [ˈɑntˌʋɛrpə(n)]) — одна з десяти провінцій Бельгії і одна з п'яти фламандських провінцій.
Антверпен межує з Східною Фландрією, Фламандським Брабантом, Лімбургом і Нідерландами. Столиця — Антверпен. Складається з 70 комун.

## Основні дані
- Площа: 2.867 км²
- Найвища точка: горб Берзелберг (Beerzelberg), 55 метрів над рівнем моря
- Найважливіші річки: Шельда, Рюпел, Нете, Велика Нете, Мала Нете.
- Населення: 1.700.570 (за станом на 1 січня 2007).
- Густота населення: 593 чол/км²

## Найбільші міста
Міста з населенням понад 30 тисяч осіб:
| Назва міста       | Населення, осіб (2008) |
| ----------------- | ---------------------- |
| Антверпен         | 472071                 |
| Мехелен           | 79503                  |
| Тюрнгавт          | 40070                  |
| Гейст-оп-ден-Берг | 39199                  |
| Брассхат          | 37190                  |
| Гел               | 36014                  |
| Лір               | 33492                  |
| Мол               | 33400                  |
| Схотен            | 33256                  |